# Wilsznia (potok)
Wilsznia – potok w Beskidzie Niskim, prawobrzeżny dopływ Wisłoki.
Źródła na wysokości ok. 540 m n.p.m., na północnym stoku przełęczy, oddzielającej masyw Zimnego Wierchu od głównego grzbietu wododziałowego Karpat, pod samą granicą państwową polsko-słowacką. Źródłowy tok, pod nazwą Moczarnik, spływa w kierunku północnym. Od terenu nieistniejącej wsi Wilsznia płynie generalnie w kierunku północno-zachodnim. W Wilszni przyjmuje lewobrzeżny dopływ – potok Beskid. W Olchowcu przyjmuje dopływy: lewobrzeżny Olchowczyk i prawobrzeżny Ropianka (z terenu nieistniejącej wsi Ropianka). Niżej, w Polanach, przyjmuje z lewej strony Huciankę (z terenu dawnej wsi Huta Polańska) z potokiem Baranie, a z prawej potok spod Kiczery (646 m n.p.m.). W dolnej części Polan, na wysokości ok. 350 m n.p.m., uchodzi do Wisłoki.
W systemie gospodarki wodnej Wilsznia jest jednolitą częścią wód powierzchniowych o krajowym kodzie RW200012218149. Jej identyfikator hydrologiczny na Mapie Podziału Hydrograficznego Polski to 21814
W nocy z 18 na 19 lipca 2003 r. w wyniku potężnego oberwania chmury nad dorzeczem Wilszni potok i jego dopływy gwałtownie wezbrały. Woda zniszczyła prawie wszystkie mostki, przejazdy i przepusty oraz znacznie uszkodziła większość dróg. Szczęśliwie ocalał zabytkowy, kamienny mostek prowadzący do cerkwi w Olchowcu. W Polanach wezbrane wody Wilszni porwały samochód osobowy, którego 5 pasażerów zginęło.